# Calciumnitrit
Calciumnitrit ist eine anorganische chemische Verbindung des Calciums aus der Gruppe der Nitrite.

## Gewinnung und Darstellung
Calciumnitrit kann durch Reaktion von Stickstoffmonoxid und einer Mischung aus Calciumferrat und Calciumnitrat gewonnen werden.
Es kann auch durch Reaktion von Natriumnitrit und Calciumchlorid oder industriell durch Reaktion von Calciumhydroxid mit Stickoxiden dargestellt werden.
{\displaystyle {\ce {2 NaNO2 + CaCl2 -> Ca(NO2)2 + 2 NaCl}}}
{\displaystyle {\ce {2 Ca(OH)2 + 4 NO2 -> Ca(NO2)2 + Ca(NO3)2 + 2 H2O}}}

## Eigenschaften
Calciumnitrit ist ein hygroskopischer weißer bis gelber Feststoff, der löslich in Wasser ist. Es ist schwer löslich in Ethanol. Er zerfällt bei 392 °C zu Stickoxiden und Calciumoxid. Das Tetrahydrat verliert zwei Teile des Kristallwassers bei etwa 80 °C und eines bei 105 °C unter Bildung des Monohydrats. Bei etwa 155 °C wandelt es sich zum Anhydrat um. Dieses ist bei weiterer Erwärmung instabil und oxidiert in Luft über 220 °C zu Calciumnitrat. Wasserfreies Calciumnitrit ist instabil und oxidiert langsam an Luft zum Nitrat.
{\displaystyle {\ce {Ca(NO2)2 + O2 -> Ca(NO3)2}}}

## Verwendung
Calciumnitrit wird in Schmierstoffen als Korrosionsschutzmittel verwendet. Es wird auch in Betonmischungen als Frostschutzmittel und zur Verbesserung des Betoneigenschaften eingesetzt. Es dient auch als mildes Reduktionsmittel.